# Riedhof (Ried)
Riedhof ist ein Ortsteil der Gemeinde Ried im schwäbischen Landkreis Aichach-Friedberg. Der Weiler liegt einen Kilometer nördlich von Baindlkirch.

## Geschichte
Riedhof liegt auf der Gemarkung von Baindlkirch.
Die selbstständige Gemeinde Baindlkirch wurde mit dem Ortsteil Riedhof am 1. Mai 1978 nach Ried eingemeindet.